# Szegvár
Szegvár nagyközség Csongrád-Csanád vármegye Szentesi járásában, a Kurca és a Kórógy-ér összefolyásánál. A megye második legnagyobb községe.

## Fekvése
Szegvár Csongrád-Csanád vármegyében, annak tiszántúli részén található, a Tiszától mintegy 5 kilométer távolságra. A Kurca és a Kórógy-ér találkozásánál fekszik. A legközelebbi települések a tőle délre található Mindszent (7 km) és a tőle északra fekvő Szentes (8 km) A megyeszékhelytől, Szegedtől légvonalban 35–40 km-re fekszik.

### Megközelítése
Közigazgatási területén végighúzódik, nagyjából észak-déli irányban a Szentes–Szegvár–Mindszent–Mártély–Hódmezővásárhely közti 4521-es út, így mindegyik említett település felől ez a leginkább kézenfekvő megközelítési útvonala. Keleti határában elhalad a 45-ös főút is, de lakott területeit az elkerüli. Érinti még a határát a főutat Derekegyházzal összekötő 4405-ös út és a nyugati határszélének tanyavilágába vezető 45 126-os számú mellékút.
Vonattal a MÁV 130-as számú Szolnok–Hódmezővásárhely–Makó-vasútvonalán érhető el, amelynek két megállási pontja van itt: a belterület északkeleti részén Szegvár vasútállomás, a déli végében pedig Kórógyszentgyörgy megállóhely; mindkettő közúti elérését a 4521-es út biztosítja. A 2009/2010-es menetrend szerint napi 1 pár közvetlen gyorsvonat kötötte össze Budapesttel.

## Története

### Őskor
Őskori lakott telephely volt. Az ősember tanyája és az itt talált leletek a homályos sejtés korát a Kr. e. III. évezredes korát, vagyis a kőkor második periódusát állapították meg. Területén fekvő „tűzköves“ telephely a kovaköveivel egykor itt működő kéziműhely fennállását látszik bizonyítani.

### Középkor
A magyar honfoglaláskor már lakott hely lehetett, mert a feltárt itteni pogány temető, víz mellett a primitív emberi közösségben itt élő szláv és vegyes ajkú lakosság szokásainak megfelelő volt. Ugyanezek a megállapítások érvényesek a megtelepedett magyarság életére is. Fekvésénél fogva ősi halászfalu volt. Első birtokosai a fejedelmi család, akiknek birtoka a tatárjárásig. Kisebb falu a jellege, melynek belső életéről semmi nyom sincs, kezdetleges körülmények között élő népessége a tatárok pusztításai elől elmenekült.
A tatárjárás után lakatlan pusztaság, amely elhagyatottságában még 1284-ben is csak „Terra Zeg“ néven fordul elő. Ez adja magyarázatát, hogy a „terra“ megjelölés csak olyan területre volt érvényes, ahol a régi falunak még nyoma sem látszott, vagy irdatlan pusztaság volt.
1332-ből ismert Zeegh alakban, ekkor már a szeri Pósa család birtoka. A 'szeg' a sarokra, szegletre utal (akárcsak Szegednél): a település középkori magja ugyanis egy, a Tisza árterébe nyúló földnyelven alakult ki.
A szeri Pósa(fi) családon kívül a 14. század elején Leéki János is birtokosa volt Szegnek. A Becse-Gregor nemzetség valószínűleg csere útján lett részbirtokosa a falunak. Az utódok, Töttös és Vesszős mesterek pedig a környező területek jelentős részét is megszerezték, amelyeknek központja Lele volt.
A helység nevét szeri Pósafi Péter 1415. évi birtokfelsoroló oklevelében találjuk. Névírása 1423-ban Zeegh, 1426-ban Zeg, 1471-ben Zegh  és 1472-ben Zeegh.
A Pósafi család 1471-ben kihalt, az oldalági örökösöket teljesen mellőzték. Új birtokos került Szeg birtokába Guthi Országh Mihály nádor, nádasdi Ongor János és Sáry Péter. 
Majd a 15. században Szeg falu a Zeleméri család tulajdona osztatlan állapotban volt a család kezén.

### Török idők
A település nevéhez a 'vár' név későbbi hozzáadás, mert a 16. században az akkor tulajdonos Dóczy-család erődített kúriát építtetett. 1516 körül Dóczi Jánosé a falu, amelyet örökségben nyert atyjától. Birtokainak központja lett, mert ide építette kastélyát. Dóczi 1534-ig volt birtokosa az itteni birtokoknak.
1528 novemberében János király kíséretével Szegvárra érkezett, amelyet Ferdinánd-pártiak foglaltak el a Dócziaktól. A gyanútlanul közeledő királyt és kíséretét megtámadták a kastély tornyából lőtt nyíllal, amely János király lábát találta s ezért élete végéig sánta maradt. A falu már ekkor magán viselte a török pusztítás első nyomait. A birtokjog ezután Dóczi Miklósé, aki alig pár évig tulajdonolhatta. 1559-ben Zaynak és társainak adományai között Szeg is szerepel.
A birtoklás nem volt nyugodt, mert 1555-től Mágocsy Gáspár gyulai várkapitány rendre lefoglalta a környékbeli falvakat, mint Gyula várához tartozókat.
1557–58-ban 20, 1560–61-ben 13, 1570–71-ben 27, 1578–79-ben 30 ház állt benne. [forrás?]
Az 1596. évi tatárpusztításnak Szeg is áldozatul esett. Ezután puszta terület, amelyet Ilosvay István foglalt le.
Ilosvay utódai közül Mocsári Ilona és ennek fia Győrfy János tartott rá igényt és 1631-ben az egri káptalan előtt tiltakozott eladományozása ellen, de kevés sikerrel, mert Széki Péter, később szendrei alkapitány szedte a puszta utáni bérletet vásárhelyi és szentesi bérlőktől. Özvegye Básti János neje lett, így jutottak Szeg-puszta után bérleti viszonyba a makaiakkal és a vásárhelyi lakosokkal.

### 18-19. század
A török uralom megszűnése után a szegedi kamara továbbra is megengedte a vásárhelyieknek, hogy bérbevegyék. 1720-ban Szentes pusztái között említik.
1722-től a Károlyi grófi család birtoka. 
Gróf Károlyi Sándor adományleveleiben mint Szeghvár-puszta néven van feljegyezve.

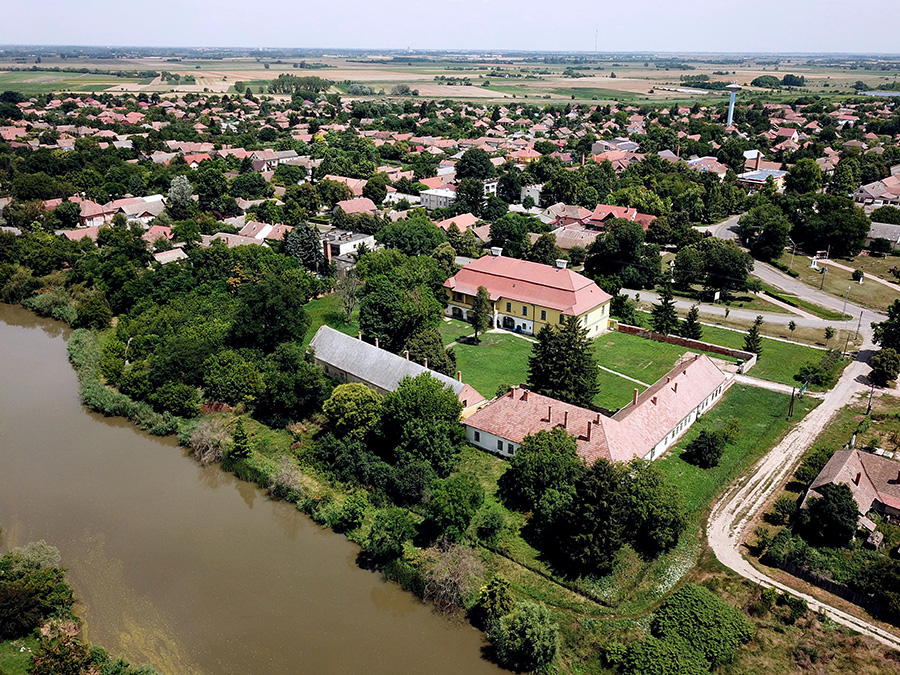
Szegvár, Dóczy vár és Károlyi kastély légi fotón

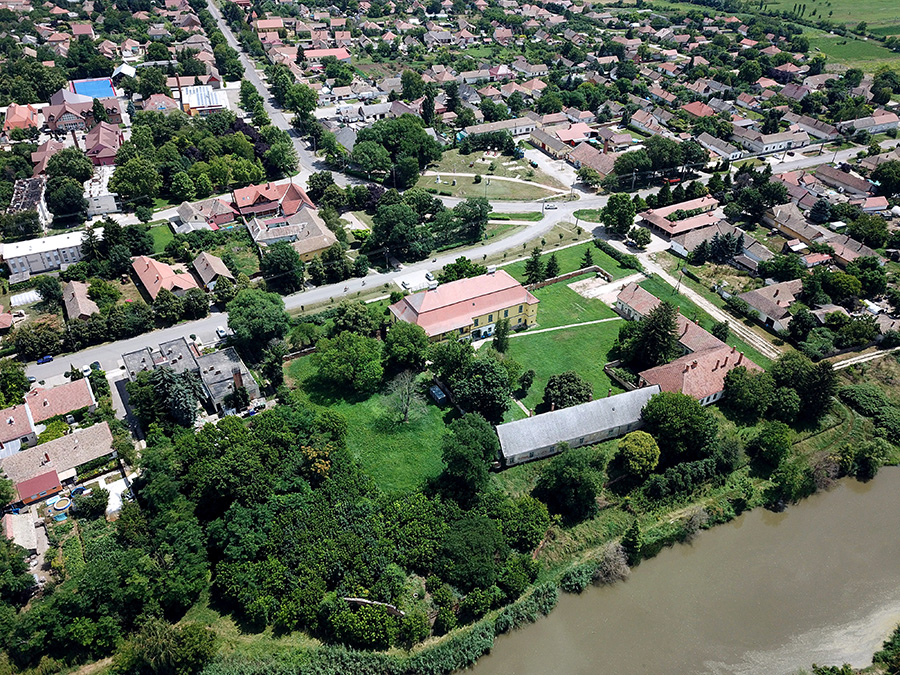
Szegvár, Dóczy vár és Károlyi kastély légi felvételen

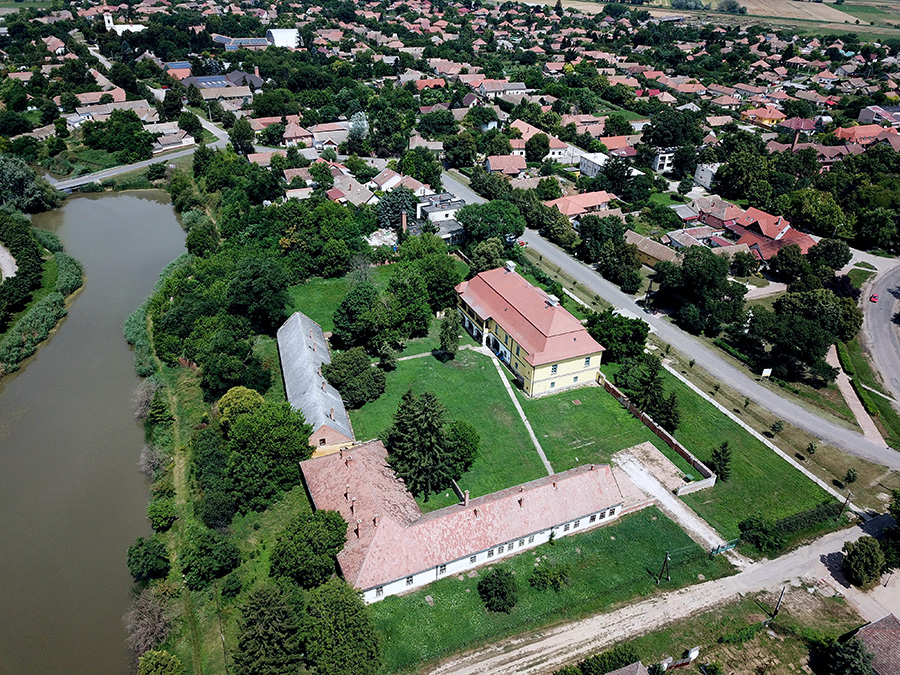
Dóczy vár és Károlyi kastély madártávlatból

Templomát 1739-ben a földesúr építette, de eredetileg csak szentélye volt. A Károlyiak katolikus családokat hoztak be az alig pár ember által lakott faluba, helyreállították a Dóczy-kúriát és tatarozták a templom szentélyét.
Az uradalmi gazdálkodás rövid időn belül, állandó áttelepítéssel, jelentősen szaporította a helység lakosságát. 1759-ben 124 férfi lakosa közül 82 jobbágy és 24 zsellér volt.
1737-ben 41 család,[forrás?] 1745-ben 99 család,[forrás?] 1759-ben 267 család,[forrás?] 1773-ban pedig 354 család, azaz csaknem 2000 ember lakott a faluban.[forrás?]
Leírás a településről a 18. század végén:	
```
"SZEGVÁR: Magyar falu Csongrád Várm. földes Ura Gr. Károlyi Uraság, lakosai katolikusok, fekszik Kurtza vize partyán, a’ Tiszához 1/2, Szenteshez 1, Szegedhez 5 mértföldnyire. Díszesíti a’ szép Vármegyeháza, földgye fekete, és jól termő, fája határjában nintsen, de igen számos marhákat nevelnek, gabonája, nádgya, hala, szárnyas vadgyai bőven vannak; az Uraságnak serháza is van benne, szőleje kevés. Békerítik áradások idején e’ helységet n. ny. Kurcza vize, é. Kontratava, dél. Korágytava; Lándon nevű tava hallal bővelkedik; piatzok Ketskeméten, és Pesten van."
 		
(
Vályi András
: 
Magyar országnak leírása
, 
1796
–
1799
)
```

1773-ban Szegvár lett Csongrád vármegye központja. Szeged mellőzésével gróf Károlyi Sándor javaslatára saját kastélyába helyezték a vármegyeházat. Újabb viták után 1776-ban újból Szegvárt jelölték ki, mikor 836 forintért a Károlyiak eladták a kastélyt a vármegyének és székházzá alakították át.
A vármegye a kastély mögé téglából készült erődöt is építtetett, azon belülre egy börtönt a Dóczi vár alapjaira. A börtönt a 20. század derekán lebontották, de a téglaerődítményekből még valamennyi áll.
1785. évben II. József császári rendelettel egyesítette Békés, Csanád és Csongrád vármegyéket és az új hármas megye székhelyének Szegvárt jelölte ki.
Az 1784—85. évi népszámlálás adatai szerint Szeghváron 299 ház állt és 354 család volt a lakossága.
1827-ben 458 házban 3883 ember lakott a megye székhelyén.
Népességi viszonyai a 19. században:
- 1828-ban 4001,
- 1852-ben 4508,
- 1900-ban 7249 volt az összlakosság.

Szegvár egészen 1883-ig vármegyeszékhely volt, ekkor Szentes vette át szerepét. 1872-ben nagyközség lett, ekkor már 5600-an lakták.

### 20. század
1900-ban 7249-en, 1930-ban 7279-en lakták, 1990-ben már csak 5260-an.

## Közélete

### Polgármesterei
- 1990–1994: Dr. Nóbik István (független)[6]
- 1994–1998: Dr. Nóbik István (független)[7]
- 1998–2002: Szenczi Sándorné (független)[8]
- 2002–2006: Szenczi Sándorné (független)[9]
- 2006–2010: Gémes László (független)[10]
- 2010–2014: Gémes László (Fidesz-KDNP)[11]
- 2014–2019: Gémes László (Fidesz-KDNP)[12]
- 2019–2024: Szabó Tibor György (független)[13]
- 2024– : Szabó Tibor György (független)[1]

## Népesség
A település népességének változása:
| Lakosok száma | 4506 | 4449 | 4385 | 4078 | 4066 | 3975 | 3978 |
|               | 2013 | 2014 | 2015 | 2021 | 2022 | 2023 | 2024 |

2001-ben a település lakosságának közel 100%-a magyar nemzetiségűnek vallotta magát.
A 2011-es népszámlálás során a lakosok 86,7%-a magyarnak, 1,2% cigánynak, 0,2% németnek mondta magát (13,2% nem nyilatkozott; a kettős identitások miatt a végösszeg nagyobb lehet 100%-nál). A vallási megoszlás a következő volt: római katolikus 52,2%, református 5%, felekezeten kívüli 16,4% (26% nem nyilatkozott).
2022-ben a lakosság 92,5%-a vallotta magát magyarnak, 1,4% cigánynak, 0,2% szerbnek, 0,2% németnek, 0,1-0,1% bolgárnak, szlováknak és románnak, 2,4% egyéb, nem hazai nemzetiségűnek (7,4% nem nyilatkozott; a kettős identitások miatt a végösszeg nagyobb lehet 100%-nál). Vallásuk szerint 39,9% volt római katolikus, 4,1% református, 0,3% görög katolikus, 0,1% evangélikus, 0,8% egyéb keresztény, 1,2% egyéb katolikus, 17% felekezeten kívüli (36,4% nem válaszolt).

## Foglalkoztatottság
A népesség 36%-a mezőgazdasággal, 28%-a iparral foglalkozik. 34%-a naponta ingázik.

## Látnivalók

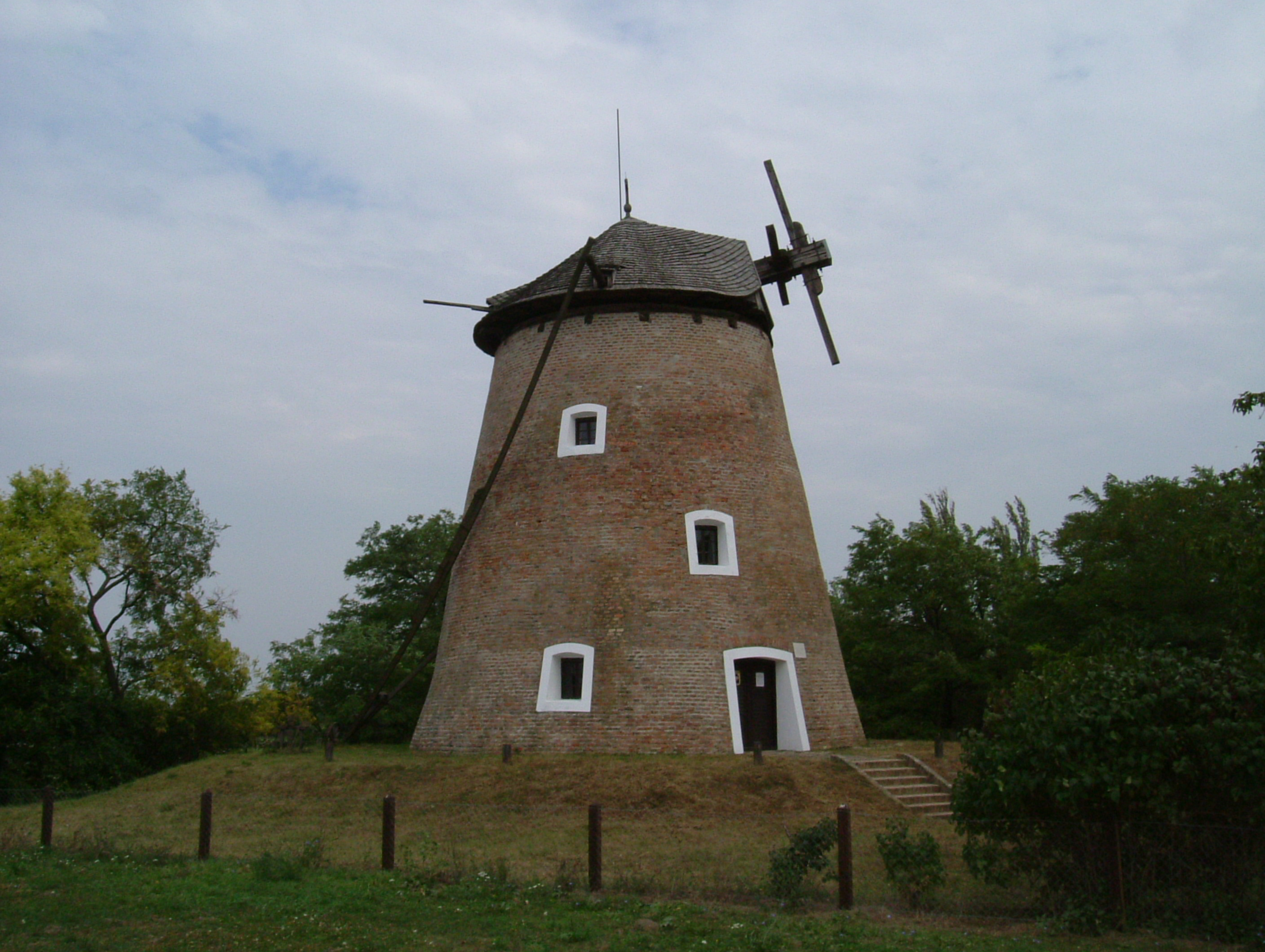
Pusztai-féle szélmalom

### Római katolikus templom
A Károlyi család 1737-ben a török kort romosan túlélt templom szentélyrészét tataroztatta, és ellátta a legfontosabb felszerelésekkel. Ennek az állapotnak az emléke, hogy a templom szószéke - szemben az általános gyakorlattal - a szentély északi falán van. Az első plébános 1739-ben érkezett, de az anyakönyvek csak 1745-től maradtak meg. 1753-ban épült meg a templom hajójának első, majd az 1810-es években a második fele. A templomot díszítő képek, freskók nagy művészek munkáinak másolatai. A főoltárkép Jakobey Károly munkája, amelyet Lotz Károly Mária születése című munkájáról másolt. A mellékoltárok képei Szent Józsefet és Szent Annát ábrázolják, ezeket egy bizonyos Müller nevű festő festette. A keresztelőmedence és a padok 1790-ből valók.
Az első világháború idején a harangok egy részét elvitte a katonaság, ezért 1923-ban újat öntöttek. Szent István látható rajta, amint fölajánlja a koronát, valamint a következő szövegek: „Reménységünk vagyon, veled Máriában,  mint magyar hazánknak hű királynéjában”; „Ha szavát halljátok, meg ne keményítsétek szíveteket. Az 1914-18-ban elesett hősök emlékére öntötte az Úr 1923. esztendejében Walser Ferenc, Budapest.” A templom melletti plébánia 18. századi épület.

### Uradalmi tisztilak (Falumúzeum)
A 19. század elején már állt, akkor egyik felében mészárszék és a mészáros lakása, a másikban szatócsbolt és a szatócs lakása helyezkedett el. Az eredeti bolt-mivoltra utal, hogy a tornác tulajdonképpen a járda fölé nyúlik, és építészetileg az épület szerves része. A 19. század közepétől lakóházként működött, majd 1973-ban megnyílt benne a falumúzeum. Helytörténeti kiállítása érdekesen bemutatja a település több évezredes történetét (a község területéről több nemzetközileg is számontartott idol került elő). Láthatóak a Dóczy-kastély feltárásának leletei, és igényes néprajzi tárlat is van.

### Falumúzeum
A szegvári múzeumot Jaksa János alapította.

### Szélmalom
Pusztai-féle szélmalom. Épült 1865-ben. 1948-ig működött. 1968-ban műemlékké nyilvánították, majd 1979 és 1994 között felújították, azóta látogatható. Belső szerkezete teljesen hiánytalan. Tornyos típusú, felülhajtós, kétkőpáros szélmalom.

### Vármegyeház

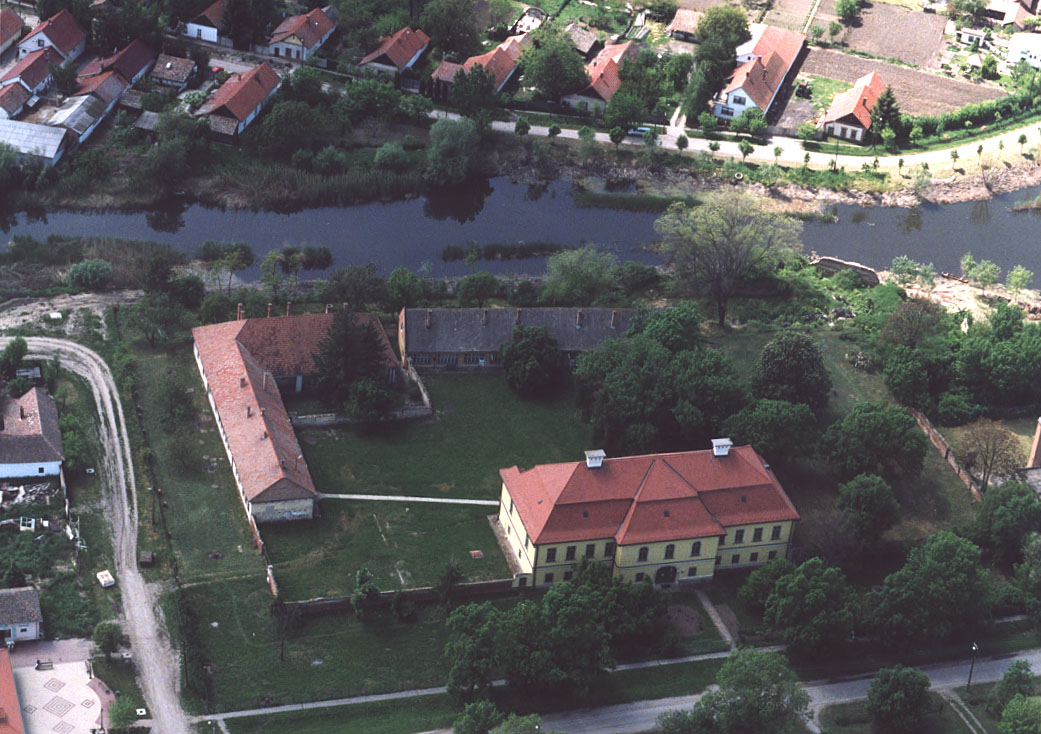
Szegvár, Károlyi-kastély

A Vármegyeház a Dóczy-kúria telkén épült. Az erődített Dóczy-kúriát, ahol megfordult Zápolya I. János magyar király is, a török idők után az új tulajdonos, Károlyi Sándor gróf tataroztatta 1725–27, s falakkal is körbevette. 1730-ban Bél Mátyás ezt írja: „…gróf Károlyi Sándor neégyszögletű toronyhoz hasonló építményű lakóháza áll… Belül bolthajtások, kamrák, borospincék vannak, középütt a palota ugyanolyan nagyszerű, mint az egész építmény. Ami azonkívül van, az is két szobácskára oszlik, a lépcsőházban előtér is van. Azután van egy ház, melyet őrtorony formára minden felől fallal vettek körül. Tetejéről az egész megye látképe előtűnik. Nyáron az állandó légmozgás miatt igazán egészséges és hűvös lakás, télen azonban tüzelőhiány miatt kellemetlen és hideg.”
Mivel Csongrád vármegyének a 18. század végén még sem székháza, sőt, hivatalosan kijelölt székvárosa sem volt, a megyegyűléseket különféle településeken tartották meg. Amikor végül Szegvár lett a vármegye székhelye, megvették a Károlyi-kúriát megyeháza céljára, majd - az iratok tanúsága szerint - az ár nyolcszorosának megfelelő összeget költöttek az átalakításokra. Az 1990 táján végzett ásatások során azonban kiderült, hogy korrupciós ügyről volt szó, mert nem a régi épületet alakították át, hanem egy teljesen újat építettek a régitől kissé délebbre. Ennek pincéje és földszintje boltozott, ablakai kőkeretesek, kapuja és néhány ablaka kosáríves. Az udvar felől igen szép tornácsor van. Szép kovácsoltvas rácsok is találhatók rajta. Az udvarban állt a börtön, amit a 20. század elején lebontottak. Állítólag Rózsa Sándor is raboskodott itt.
A Vármegye székhelye a 19. század végén Szentesre költözött, így a szegvári épület 1902-től árvaház, aggok menhelye, leánynevelő intézet is volt, különféle női szerzetesrendek kezelésében. Egy időben itt élt például a boldoggá avatott Salkaházi Sára szociális testvér is. 1950-ben az épületet államosították, és 1997-ig nevelőotthonként működött. Azóta helyi rendezvények (falunapok, egyházi találkozók, kiállítások) színhelye az épület és udvara.
Sajnálatos módon a középkori épületek közepébe építették a nevelőotthon derítőjét, hatalmas rombolást végezve ezzel. A megkezdett ásatások is megrekedtek, ami a már feltárt romok állagára nincs jó hatással.

### Nepomuki Szent János-szobor
Forray Máté szegvári tanító állíttatta 1795-ben. A Kurca hídja mellett áll. 1992-ben restaurálták.

## Kórógyszentgyörgy
Kórógyszentgyörgy a falu déli részének elnevezése. Eredetileg önálló település volt, okleveles emlékeinkben az 1200-as évektől szerepel. Templomát Szent György tiszteletére emelték, ennek helyét a közelmúltban sikerült azonosítani. A török időkben halt ki, majd területét a szegváriak művelték, így vált végül Szegvár részévé. Nevét ma vasútmegálló őrzi.
A Kórógy egyébként annak a (Körösből eredő) vízfolyásnak a neve, amely valaha egy szakaszon Szegvár és Szentgyörgy határát alkotta.

## Iskolája
A szegvári iskola a korabeli jogszabályok alapján 1739-ben, a plébánia alapításakor kezdhette meg működését. Az első ismert kántortanító (aki előtt valószínűleg volt másik tanító is) Forray Máté, akinek nevét az intézmény a 2001/2002 tanév kezdetekor vette fel. A 19. században az iskola előbb községi, majd állami kezelésbe került, jelenleg a Szegvár-Mártély ÁMK Forray Máté iskolája nevet viseli.
A község jelentős kiterjedésű közigazgatási területén sokan tanyákon éltek, ezért mintegy tíz tanyai iskolában folyt az oktatás a XX. század második feléig. Később már csak két épületben zajlott tanítás: a központi épület a község régi központjában, a templomnál található (alsó, felső tagozat és igazgatóság). Korábban az alsó tagozatosok az új épületben tanultak, az elhanyagolt épület 2022-es bezárásáig.

## Testvérvárosai
- Lewin Brzeski, Lengyelország
- Felsősófalva, Románia (Erdély)

## Híres emberek
- Itt született 1799. július 4-én Farkas Mihály, aki a pesti asztalosok főcéhmestere lett 1846-tól.
- Itt született 1831. december 18-án Zámbó János református főgimnáziumi tanár, szakíró, lapszerkesztő, 1848-as honvéd.
- Itt született 1896. november 10-én Hegyi István író.
- Itt született 1925. november 24-én Balázs Sándor kertészmérnök, egyetemi tanár.
- Itt született 1932. január 10-én Szécsényi József Európa-bajnoki bronzérmes diszkoszvető, egyetemi tanár.
- Itt született 1940. február 20-án Czilczer Olga költőnő.
- Itt született 1941. május 25-én Újfalusi Németh Jenő irodalomtörténész.
- Itt született 1947. július 15-én Tégla Ferenc magyar diszkoszvető, olimpikon, edző, tűzoltó ezredes.
- Itt született 1976. május 18-án Grecsó Krisztián író.